# L'ultimo sguardo all'Inghilterra
L'ultimo sguardo all'Inghilterra è un dipinto di Ford Madox Brown.
L'artista incominciò il dipinto nel 1852, ispirato dalla partenza dello scultore preraffaellita Thomas Woolner, partito per l'Australia nel luglio dello stesso anno. L'emigrazione dall'Inghilterra era al suo apice: nel 1852 oltre 350.000 persone si imbarcarono per l'estero. Brown, che all'epoca si considerava "piuttosto ingestibile e un po' pazzo", stava pensando di trasferirsi in India con la sua nuova famiglia.
Anche se Brown non fu mai un membro dei preraffaelliti, L'ultimo sguardo all'Inghilterra, come molti dei suoi dipinti, presenta tutte le caratteristiche del movimento. Il quadro raffigura un uomo e sua moglie che stanno per lasciare l'Inghilterra per sempre. Le due figure principali, ispirate allo stesso Brown e a sua moglie Emma, guardano avanti, con sguardo pietrificato, lasciandosi alle spalle le bianche Scogliere di Dover che possono essere viste scomparire in alto a destra dello sfondo. L'abbigliamento indica che la famiglia appartiene alla classe media, quindi le ragioni dell'espatrio non sono le stesse che costringerebbero all'emigrazione le classi lavoratrici, come spiega lo stesso Brown:
“Le persone istruite sono vincolate al loro paese da motivi ben diversi rispetto a quelli dell'uomo analfabeta, il cui interesse principale è rappresentato dal cibo e dal benessere fisico”
La bambina bionda sullo sfondo dietro alle spalle dell'uomo è la figlia di Brown ed Emma, Catherine, nata nel 1850. Per quanto riguarda il nastro che cinge il capo della donna, Brown annotò sul proprio diario che impiegò circa quattro settimane per completarlo. La mano di bambino che può essere vista stretta dalla donna sotto il proprio mantello, è presumibilmente quella del loro secondo figlio Oliver.
Brown lavorò per lo più  nel suo giardino e si rallegrava quando il tempo era nuvoloso: infatti ricollegava i propri sentimenti ai bagliori degli sprazzi di cielo che si intravedevano tra le nuvole grigie e fu così che volle rappresentare lo sfondo del proprio dipinto. 
Molti tra le classi povere e medie sfuggivano alla povertà opprimente che si era formata nelle grandi città, sulla scia dell'industrializzazione. Per altri invece, era soprattutto la prospettiva di avventura e il richiamo delle terre lontane e sconosciute.
Su una rete in primo piano vediamo aggrappati alcuni dei rifornimenti della nave, presumibilmente cavoli, e un ombrello utilizzato come riparo dagli schizzi delle onde verdastre; sullo sfondo un uomo fuma una pipa d'argilla, di dettaglio estremamente sottile.
L'opera è caratterizzata dal volto cupo del giovane uomo, risoluto, determinato, fiducioso e sicuro della rivincita sociale che lo aspetta; lui e la moglie guardano avanti, non si voltano al passato, entrambi consapevoli di un supporto e conforto morale vicendevole, dato dalla stretta di mano sicura, simbolo della loro unione. Da una parte la mano dell'uomo, nuda e forte, dedita al duro lavoro, dall'altra quella delicata e sottile della moglie, guantata, che cerca il sostegno del marito nella protezione del figlio che s'intravede sotto la veste.

## Citazioni
Brown compose inoltre un breve verso per accompagnare il quadro, nel quale la donna rappresenta simbolicamente la speranza riposta nel futuro:
“...She grips his listless hand and clasps her child,
Through rainbow tears she sees a sunnier gleam,
She cannot see a void where he will be.”
“...Lei afferra la mano disattenta e abbraccia il suo bambino
Tra lacrime d'arcobaleno vede un barlume più limpido
Non può vedere un vuoto dove ci sarà lui.”